# Giles County (Tennessee)
Giles County ist ein County im Bundesstaat Tennessee der Vereinigten Staaten. Der Verwaltungssitz (County Seat) ist Pulaski. Das U.S. Census Bureau hat bei der Volkszählung 2020 eine Einwohnerzahl von 30.346 ermittelt.

## Geographie
Das County liegt im Süden von Tennessee, grenzt an Alabama und hat eine Fläche von 1583 Quadratkilometern, wovon 1 Quadratkilometer Wasserfläche ist. Es grenzt im Uhrzeigersinn an folgende Countys: Maury County, Marshall County, Lincoln County, Limestone County (Alabama) und Lawrence County.

## Geschichte
Giles County wurde am 14. November 1809 aus Teilen des Maury County gebildet. Benannt wurde es nach William B. Giles, einem US-Senator und Gouverneur von Virginia.

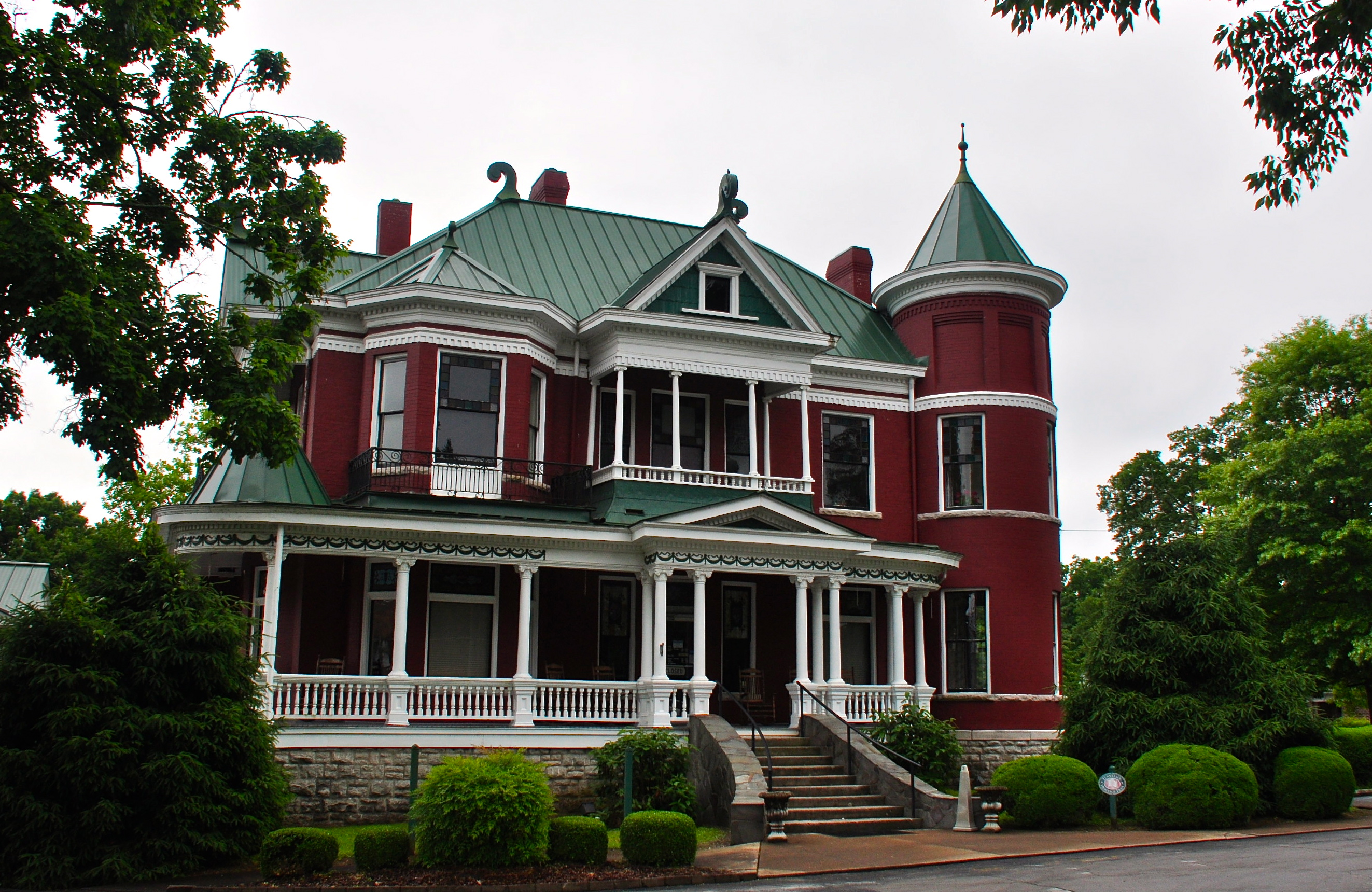
Das Brown-Daly-Horne House ist einer von 36 Einträgen des Countys im NRHP.

36 Bauwerke und Stätten des Countys sind im National Register of Historic Places (NRHP) eingetragen (Stand 14. August 2018).

## Demografische Daten

Alterspyramide Giles County

Nach der Volkszählung im Jahr 2000 lebten im Giles County 29.447 Menschen in 11.713 Haushalten und 8.363 Familien. Die Bevölkerungsdichte betrug 19 Einwohner pro Quadratkilometer. Ethnisch betrachtet setzte sich die Bevölkerung zusammen aus 86,44 Prozent Weißen, 11,80 Prozent Afroamerikanern, 0,30 Prozent amerikanischen Ureinwohnern, 0,35 Prozent Asiaten, 0,01 Prozent Bewohnern aus dem pazifischen Inselraum und 0,21 Prozent aus anderen ethnischen Gruppen; 0,89 Prozent stammten von zwei oder mehr Ethnien ab. 0,90 Prozent der Bevölkerung waren spanischer oder lateinamerikanischer Abstammung.
Von den 11.713 Haushalten hatten 31,4 Prozent Kinder und Jugendliche unter 18 Jahre, die bei ihnen lebten. 55,8 Prozent waren verheiratete, zusammenlebende Paare, 11,9 Prozent waren allein erziehende Mütter und 28,6 Prozent waren keine Familien. 25,7 Prozent waren Singlehaushalte und in 11,2 Prozent lebten Personen im Alter von 65 Jahren oder darüber. Die Durchschnittshaushaltsgröße betrug 2,47 und die durchschnittliche Haushaltsgröße betrug 2,96 Personen.
24,5 Prozent der Bevölkerung waren unter 18 Jahre alt, 8,3 Prozent zwischen 18 und 24, 27,9 Prozent zwischen 25 und 44, 24,8 Prozent zwischen 45 und 64 und 14,5 Prozent waren älter als 65. Das Durchschnittsalter betrug 38 Jahre. Auf 100 weibliche Personen kamen statistisch 94,4 männliche Personen und auf 100 Frauen im Alter von 18 Jahren und darüber kamen 91,2 Männer.
Das jährliche Durchschnittseinkommen eines Haushalts betrug 34.824 USD, das Durchschnittseinkommen der Familien betrug 41.714 USD. Männer hatten ein Durchschnittseinkommen von 31.221 USD, Frauen 22.221 USD. Das Prokopfeinkommen betrug 17.543 USD. 9,0 Prozent der Familien und 11,7 Prozent der Einwohner lebten unterhalb der Armutsgrenze.